# Это, блин, рождественское чудо
«Это, блин, рождественское чудо» (англ. A Merry Friggin' Christmas) — американский комедийный фильм 2014 года режиссёра Тристрама Шапиро, снятый по сценарию Фила Джонстона. Одни из главных ролей исполнили Джоэл Макхейл, Лорен Грэм, Кларк Дьюк, Оливер Платт, Венди Маклендон-Кови, Тим Хайдекер, Кэндис Берген и Робин Уильямс. Фильм вышел в прокат 7 ноября 2014 года.

## Сюжет
Бойд и Луанн Митчлер решают провести рождество с семьёй отца Бойда, которого тот давно не видел и с которым находится в плохих отношениях. Однако после приезда обнаруживается, что они оставили все рождественские подарки дома. Бойд отправляется в обратный путь вместе с отцом, надеясь успеть вернуться с подарками до наступления рождественского утра.

## В ролях
- Джоэл Макхейл — Бойд Митчлер
- Робин Уильямс — Митч Митчлер
- Лорен Грэм — Луанн Митчлер
- Кэндис Берген — Донна Митчлер
- Кларк Дьюк — Нельсон Митчлер
- Оливер Платт — Санта
- Венди Маклендон-Кови — Шона
- Тим Хайдекер — Дейв
- Райан Ли — Рэнс
- Пирс Ганьон — Дуглас Митчлер
- Амара Миллер — Пэм Велнке
- Бебе Вуд — Вера Митчлер
- Амир Арисон — Фархад

## Производство и выход в прокат
Основной съёмочный период начался в апреле 2013 года в Атланте, штат Джорджия. Фильм был выпущен компанией Phase 4 Films 7 ноября 2014 года. Это первый фильм с участием Робина Уильямса, вышедший после его смерти 11 августа 2014 года.

## Отзывы критиков
«Это, блин, рождественское чудо» получил в основном отрицательные отзывы критиков. На сайте-агрегаторе рецензий Rotten Tomatoes фильм имеет рейтинг 14 %, основанный на 21 отзыве, со средней оценкой 3,45/10. На Metacritic фильм имеет оценку 28 из 100, основанную на отзывах 11 критиков, что указывает на «в целом неблагоприятные отзывы». Так, в рецензии New York Post отмечается, что угрюмый юмор и странные персонажи фильма делают его забавным, однако не все шутки работают и в целом они имеют тенденцию быть весьма карикатурными. Рецензент Variety оценил фильм ещё более негативно, отметив что «Создатели „A Merry Friggin' Christmas“ потратились на шикарную упаковку, но поскупились на подарок внутри». По его словам, он не может объяснить иначе, почему такой сильный и талантливый актёрский состав участвует в такой «совершенно лишённой всякого смеха» комедии.